# Oldcastle (Cheshire)
Oldcastle is een civil parish in het bestuurlijke gebied Cheshire West and Chester, in het Engelse graafschap Cheshire met 54 inwoners.